# Piets irre Pleiten
Piets irre Pleiten (engl. Zeke's Pad) ist eine australisch-kanadische Zeichentrickserie aus dem Jahr 2008. In Deutschland wird die Serie im KI.KA ausgestrahlt. Sie handelt von Piet (im Original Zeke), einem Jugendlichen, der eines Tages einen magischen Tablet-Computer findet, der alles real werden lässt, was darauf gezeichnet wird.
Die Serie wurde 2009 nominiert für den AFI Award für die beste Kinder-Animationssendung des Australischen Filminstituts und gewann im gleichen Jahr die Auszeichnungen für die beste Fernseh-Produktion und die beste künstlerische Leitung beim Elan Awards für Animationsfilme und Videospiele.

## Inhalt
Der 14 Jahre alte Piet Palme (Zeke Palmer) besitzt ein Pad, das nicht nur die üblichen elektronischen Funktionen hat, sondern alles real werden lässt, was der Nutzer darauf zeichnet. Der künstlerisch ambitionierte Piet, der gern mit dem Skateboard durch die Stadt fährt, versucht daher immer wieder mit seinem Pad die Probleme seines Alltags zu lösen oder diesen erträglicher zu gestalten. Doch stets bringt ihm der erfüllte Wunsch am Ende nur noch mehr Ärger. Zum Beispiel zeichnet er sich einen Berg Pfannkuchen, isst sie alle, wird dick, versagt im Sportunterricht und muss in ein Fitnesscamp. Dort angekommen versagt er aufgrund seines dicken Bauches bei sämtlichen Übungen und versucht mit Hilfe seines Freundes Jan aus dem Camp zu entkommen. Dabei stellt seine Wampe sich als dickes Problem heraus.

## Produktion und Veröffentlichung
Die Serie wurde von Flying Bark Productions, Leaping Lizard Productions und Bardel Entertainment angefertigt. Regie führten Tim Goldsby-Smith, Ian Freedman und Florian Wagner. Die Musik wurde von Steve London komponiert, für den Schnitt war Simon Klaebe verantwortlich und die künstlerische Leitung hatte Greg Huculak inne. 
Die Erstausstrahlung fand ab dem 26. Dezember 2008 bei Seven Network in Australien statt. Vom 7. bis 23. September 2009 fand bei KI.KA die deutsche Erstausstrahlung statt. Es folgten Wiederholungen, auch beim ZDF, sowie eine Ausstrahlung bei SF zwei. Außerdem wurde die Serie unter anderem in Frankreich, Griechenland, Spanien, Kanada, Indien, Sri Lanka, Polen, Lateinamerika und dem Nahen Osten im Fernsehen gezeigt. 

## Synchronisation
| Rolle        | Englische Sprecher  | Deutsche Sprecher         |
| ------------ | ------------------- | ------------------------- |
| Piet Palme   | Michael Adamthwaite | Constantin von Jascheroff |
| Rachel Palme | Chiara Zanni        | Luisa Wietzorek           |
| Jan Fritter  | Tim Hamaguchi       | Hannes Maurer             |
| Ivo Palme    | Trevor Devall       | Felix von Jascheroff      |
| Alvin Palme  | Trevor Devall       | Victor Neumann            |
| Ida Palme    | Tabitha St. Germain | Irina von Bentheim        |